# Menesble
Menesble település Franciaországban, Côte-d’Or megyében. Lakosainak száma 16 fő (2022. január 1.). Menesble Chambain, Recey-sur-Ource, Bure-les-Templiers és Colmier-le-Bas községekkel határos.

## Népesség
A település népességének változása:
| Lakosok száma | 35   | 23   | 13   | 11   | 11   | 10   | 10   | 9    | 12   | 16   |
|               | 1968 | 1982 | 1990 | 2006 | 2013 | 2015 | 2017 | 2019 | 2020 | 2022 |